# Front der Pflüger
Die Front der Pflüger (oder auch: Pflügerfront, Rumänisch: Frontul Plugarilor) war eine linksorientierte Bauernpartei bzw. politische Organisation der Pflüger in Rumänien, die 1933 in Deva gegründet und von Petru Groza geleitet wurde.

## Geschichte
Die vom Bezirk Hunedoara ausgehende Organisation breitete sich zunächst ins Banat aus und in der Folgezeit in das übrige Rumänien. Groza, Exminister (1926) aus dem Kabinett Alexandru Averescus, zielte darauf ab, die Situation der Landbevölkerung zu verbessern. Er mahnte ein Programm zur sozialen Sicherheit an und forderte eine Steuerreform, die die kleinen ländlichen Haushalte begünstigte.
1935 kam es zur Zusammenarbeit mit der verbotenen kommunistischen Partei Rumäniens. Die entsprechende Übereinkunft wurde in Țebea unterschrieben. Aus kommunistischer Sicht entsprach dieses Zusammengehen der stalinistischen Volksfront-Doktrin.
Bis zum Verbot aller politischen Parteien im Jahr 1938 konnte die „Front der Pflüger“ jedoch nie mehr als 0,30 % der Stimmen auf sich vereinigen. Unter Ion Antonescu blieb die Partei im Untergrund und trat erst wieder 1944 nach dem Sturz des Regimes hervor.
Im Oktober 1944 wurde die „Front der Pflüger“ Mitglied in der von der rumänischen KP dominierten Nationaldemokratischen Front (FND), zusammen mit der „Union der Patrioten“, der „Union der Ungarischen Arbeiter“, der „Sozialistischen Bauernpartei“ und der Rumänischen Sozialdemokratischen Partei. Im Februar 1945 trug die „Front der Pflüger“, obgleich im Kabinett Nicolae Rădescu repräsentiert, zum Scheitern der Regierung bei.
Groza leitete das dritte Kabinett nach dem Sturz Antonescu, das am 6. März 1945 gebildet wurde. Obgleich dieses Kabinett von PCR dominiert wurde, erhielt die „Front der Pflüger“ zusätzlich das Ministerium für Landwirtschaft und Königliche Güter, unter Leitung von Romulus Zăroni.
In den nationalen Wahlen von 1946 bildete die „Front der Pflüger“ mit den Kommunisten eine gemeinsame Wahlplattform. Die Regierung Groza wurde in dieser Wahl bestätigt, offenkundig jedoch durch massive Wahlmanipulation. In der Folgezeit war die „Front der Pflüger“ zusammen mit den Kommunisten aktiv an der Herausbildung des kommunistischen Rumäniens beteiligt. Hatte die Partei noch auf ihrem Parteikongress vom Juli 1945 den Schutz der kleinlandwirtschaftlichen Betriebe gefordert, trug sie nun die von den Kommunisten propagierte Kollektivierung der Landwirtschaft in Rumänien mit.
1953 wurde die „Front der Pflüger“ aufgelöst.